# Suchodol
Suchodol (německy Suchodol) je obec v okrese Příbram ve Středočeském kraji, asi 6 km severovýchodně od Příbrami. Žije zde 415 obyvatel.

## Historie
První písemné zmínky o kapli a přilehlých staveních se datují kolem roku 972.[zdroj?] První písemné zmínky o vzniku obce se uvádějí z roku 1360, kdy vladycké sídlo bylo v držení Petra ze Suchého Dolu. Nejdéle byla obec v držení Korků z Korkyně, a to v letech 1413–1605. V obci stávala tvrz, která zanikla v 17. století.
Obec oslavila v roce 1972 tisícileté výročí založení. Na přípravě výročí, studiu historických dokumentů, pracoval zdejší rodák prof. Dr. Václav Pilous. Protože zemřel, nepodařilo se mu dohledat dostatek relevantních dokumentů z 10. století a nikdo další s dostatečnými znalostmi nebyl do dnešních dnů ochoten ve zkoumání dávné historie pokračovat.[zdroj?] Z důvodu nedostatku ověřených dobových dokumentů je historiky rok 972 jako rok vzniku obce zpochybňován.[zdroj?]

## Obecní správa

### Části obce
- Líha (k. ú. Liha)
- Suchodol (k. ú. Suchodol)

K obci patří také samota Líha a Vyšehrad.
Sousedními obcemi sídla jsou Pičín, Dubno, Kotenčice, Trhové Dušníky, Dubenec, Občov, Drásov a Dlouhá Lhota.

### Územněsprávní začlenění
Dějiny územněsprávního začleňování zahrnují období od roku 1850 do současnosti. V chronologickém přehledu je uvedena územně administrativní příslušnost obce v roce, kdy ke změně došlo:
- 1850 země česká, kraj Praha, politický i soudní okres Příbram[5]
- 1855 země česká, kraj Praha, soudní okres Příbram
- 1868 země česká, politický i soudní okres Příbram
- 1939 země česká, Oberlandrat Tábor, politický i soudní okres Příbram[6]
- 1942 země česká, Oberlandrat Praha, politický i soudní okres Příbram[7]
- 1945 země česká, správní i soudní okres Příbram[8]
- 1949 Pražský kraj, okres Příbram[9]
- 1960 Středočeský kraj, okres Příbram
- 2003 Středočeský kraj, okres Příbram, obec s rozšířenou působností Příbram

## Společnost

### Rok 1932
V obci Suchdol (přísl. Skalka, 424 obyvatel) byly v roce 1932 evidovány tyto živnosti a obchody: 2 hostince, kovář, krejčí, 2 obchody s lahvovým pivem, obuvník, 3 obchody se smíšeným zbožím, Spořitelní a záložní spolek pro Suchodol, trafika.

## Pamětihodnosti
- Kostel svatého Lukáše
- Hospoda u Kšandů
- k Suchodolu náleží také osada Liha místně nazývaná Bavorsko.

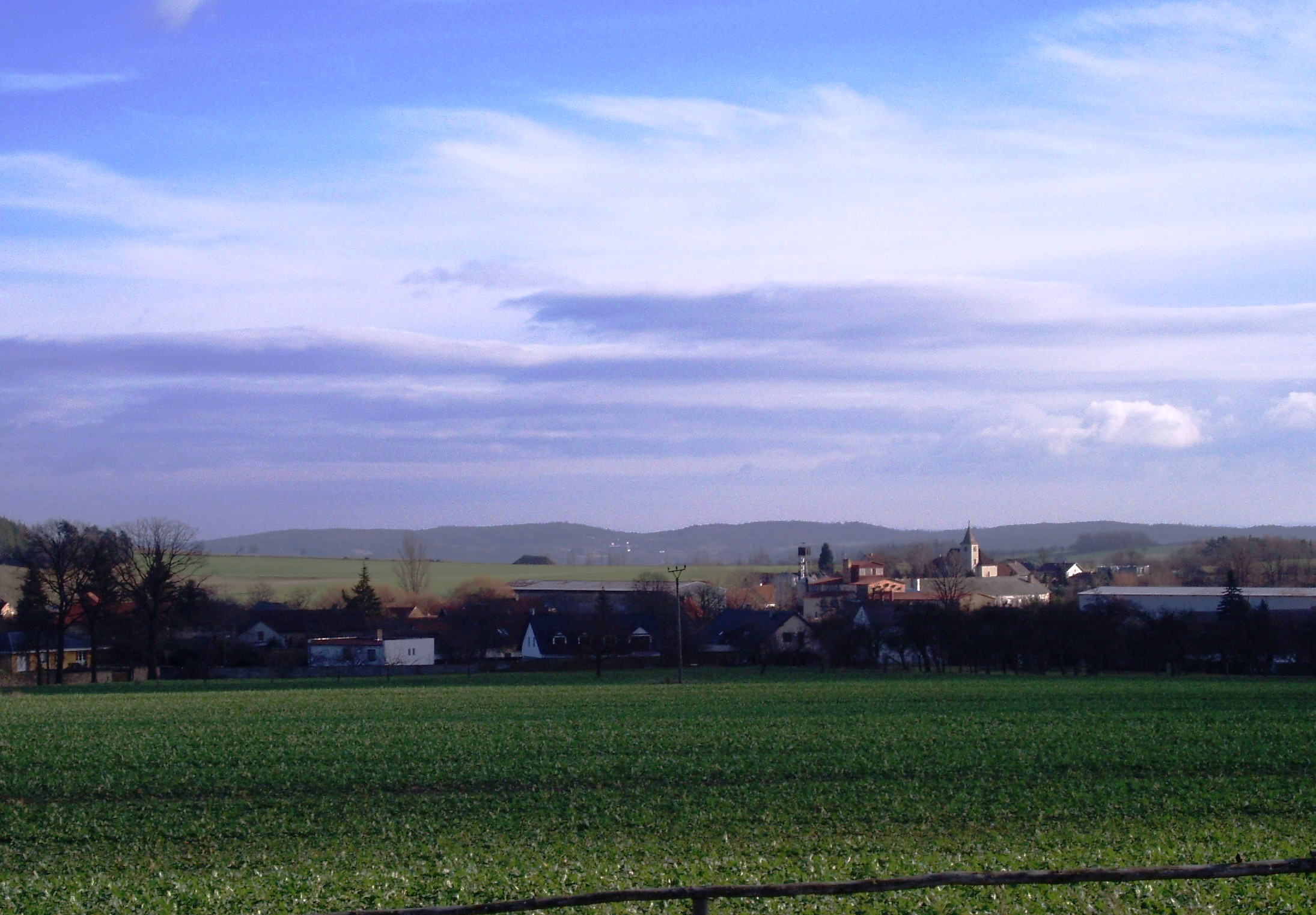
Suchodol - celkový pohled

## Doprava

### Dopravní síť
Do obce vedou silnice III. třídy. Železniční trať ani stanice či zastávka na území obce nejsou.

### Autobusová doprava 2024
Autobusovou dopravu v obci Suchodol zajišťuje společnost Arriva Střední Čechy. Obec je součástí Pražské integrované dopravy (PID). V obci se nachází zastávka Suchodol. Na silnici směrem do Občova, poblíž Líhy, se nachází zastávka Suchodol,Líha. Autobusová linka 392 zajišťuje spojení z Prahy ze Smíchovského nádraží přes Voznici, Dobříš, Rosovice, Bukovou u Příbramě, Pičín, Kotenčice, Suchodol, Občov a končí v Příbrami.

### Letecká doprava 2024
Na území obce se nachází letiště Příbram, které se často využívá pro různé rekreační a sportovní aktivity. Letiště je známé svými tuning srazy.